# Xã West Wheatfield, Quận Indiana, Pennsylvania
Xã West Wheatfield (tiếng Anh: West Wheatfield Township) là một xã thuộc quận Indiana, tiểu bang Pennsylvania, Hoa Kỳ. Năm 2010, dân số của xã này là 2.314 người.